# TrES-4b
TrES-4 je exoplaneta vzdálená 1400 světelných let od Země nacházející se v souhvězdí Herkula. Objevena byla roku 2006, objev byl zveřejněn v roce 2007. Obíhá hvězdu CSG 02620-00648. Jeden oběh trvá zhruba 3,5 pozemského dne.

## Fyzikální  vlastnosti
Tato exoplaneta dosahuje 0,919násobku hmotnosti Jupiteru, ale velikostí přesahuje Jupiter 1,8krát, což ji činí jednou z největších známých exoplanet vesmíru. Překvapivá je i její hustota, která činí pouhých 333 kilogramů na metr krychlový. Svou hvězdu obíhá ve vzdálenosti 0,050 91 AU. Povrchová teplota činí 1782 kelvinů, to ale nestačí k vysvětlení nízké hustoty planety. V současnosti[kdy?] není známo, proč je tak velká. Pravděpodobně je to tím, že se nachází blízko hvězdy, která má 3–4krát větší svítivost, než naše Slunce.